# Бернард Макналлі
Бернард Макналлі (англ. Bernard McNally, нар. 17 лютого 1963, Шрусбері) — північноірландський футболіст, що грав на позиції півзахисника. Відомий за виступами в клубах «Шрусбері Таун», у складі якого став дворазовим володарем Кубка Уельсу, та «Вест-Бромвіч Альбіон», а також у складі національної збірної Північної Ірландії. По завершенні виступів на футбольних полях — північноірландський футбольний тренер.

## Клубна кар'єра
Бернард Макналлі народився в англійському місті Шрусбері, та розпочав виступи на футбольних полях у 1980 році в місцевій команді «Шрусбері Таун», в якій грав до 1989 року, взявши участь у 279 матчах чемпіонату. Більшість часу, проведеного у складі "команди, був основним гравцем середньої ланки «Шрусбері Таун». У складі англійської команди. яка неодноразово грала в турнірах сусіднього Уельсу, став дворазовим володарем Кубка Уельсу.
У 1989 році Бернард Макналлі став гравцем іншого англійського клубу «Вест-Бромвіч Альбіон». Відіграв за клуб з Вест-Бромвіча наступні 6 сезонів своєї ігрової кар'єри, де також переважно був одним із основних гравців середньої лінії команди, відігравши у складі «Вест-Бромвіч Альбіон». У 1995 році став гравцем нижчолігового англійського клубу «Геднесфорд Таун», у складі якого завершив кар'єру футболіста в 1997 році.

## Виступи за збірну
У 1986 році Бернард Макналлі дебютував у складі національної збірної Північної Ірландії. У складі збірної був учасником чемпіонату світу 1986 року у Мексиці. У складі збірної грав до 1988 року, загалом протягом кар'єри у національній команді провів у її формі 5 матчів.

## Кар'єра тренера
У 2004—2008 роках Бернард Макналлі був граючим головним тренером англійського нижчолігового клубу "Телфорд Юнайтед. У 2008 році колишній північноірландський футболіст очолював індійський клуб «Пуне». У 2009—2010 роках Макналлі очолював свій колишній клуб «Геднесфорд Таун». У 2011—2013 роках Бернард Макналлі очолював валлійський клуб «Ньютаун». У 2013—2014 роках Макналлі був одним із тренерів свого колишнього клубу «Шрусбері Таун». У 2014—2015 роках колишній футболіст очолював валлійський клуб «Порт-Толбот Таун». У 2015 році Макналлі вдруге очолював тренерський штаб клубу «Геднесфорд Таун».

## Титули і досягнення
- Володар Кубка Уельсу (2):

«Шрусбері Таун»: 1983—1984, 1984—1985